# Susan Sameh

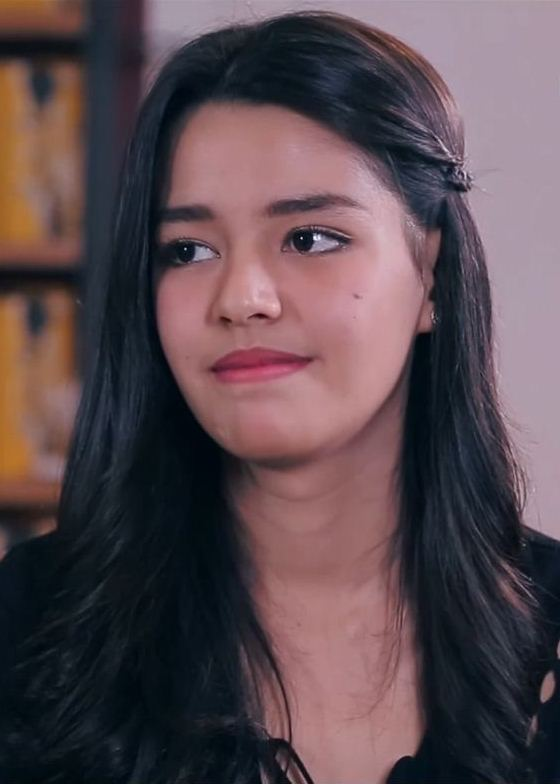
Susan Sameh, 2016

Susan Sameh (* 24. Februar 1997 in Bandung als Suzana Sameh) ist eine indonesische Schauspielerin und Model.

## Leben und Karriere
Sameh wurde am 24. Februar 1997 in Bandung geboren. Sie ist Tochter eines Ägypters und einer Chinesin. Außerdem ist sie die jüngere Schwester der Rennfahrerin Sabeina Sameh. Ihr Debüt gab sie 2014 in der Fernsehserie Cowokku Superboy. Danach spielte sie 2020 in dem Netflixfilm Bucin mit. 2022 bekam Sameh eine Rolle in Dear Nathan: Thank You Salma.

## Filmografie
Filme
- 2015: Miss Call
- 2016: Surga di Telapak Kaki Ibu
- 2017: Suami untuk Mak
- 2018: Dear Nathan: Hello Salma
- 2019: DreadOut
- 2019: Kuntikanak 2
- 2019: 99 Nama Cinta
- 2020: Bucin
- 2022: Dear Nathan: Thank You Salma
- 2022: Crazy, Stupid, Love

Serien
- 2014: Cowokku Superboy
- 2015: Pamali
- 2017: Hati yang Memilih
- 2019: Aku Bukan Ustadz Reborn
- 2019: My Sweet RT
- 2021: Skripsick: Derita Mahasiswa Abadi
- 2022: Kenapa Gue?
- 2022: Wedding Agreement The Series
- 2022: Daniel & Nicolette

## Diskografie

### Singles
- 2020: „BUCIN“

## Auszeichnungen

### Nominiert
- 2022: Festival Film Bandung 2022 in der Kategorie „Beste Nebendarstellerin“
- 2022: Asian Academy Creative Awards in der Kategorie „Beste Nebendarstellerin“